# Виктор Цибуленко
Виктор Цибуленко (укр. Віктор Сергійович Цибуленко, 13. јул 1930 — 19. октобар 2013) је био совјетски бацач копља пореклом из Украјине.

## Биографија
Рођен је 13. јула 1930. у Веприку. Године 1931. је Викторов отац Сергеј Цибуленко декулакизован, а 1933. се породица преселила у Кијев у покушају да избегне даље прогоне. У Веприку су поседовали двадесет ари земље и коње који су угинули за три месеца након конфискације и пребацивања у колхоз. Иако се веровало да је отац могао да предвиди исход заплене и придружи се колективној фарми означен је као кулак па то није могао. Виктор Цибуленко је сведочио 1933. умирању великог броја људи од Голодомора, али његова бака је за разлику од већине сељана имала подрум у својој кући што совјетски одред за реквизицију хране није знао па су захваљујући томе преживели. За Совјетски Савез се такмичио на Летњим олимпијским играма 1952. освојивши четврто место, 1956. освојивши златну медаљу и 1960. освојивши бронзу. За своја достигнућа је одликован Орденом знака части 1957. и Орденом Црвене заставе рада 1960. године. Био је рангиран међу десет најбољих бацача копља на свету 1952—1962, осим 1955. Најбољи пласман му је био други 1962. и трећи 1960. године. На националном нивоу је освојио совјетску титулу 1952, 1955—1957. и 1959. Након завршетка своје атлетске каријере је радио у Црвеној армији, пензионисан је 1985. године са чином пуковника. Затим се вратио бацању копља и освојио Светско првенство у атлетици 1994. Преминуо је 19. октобра 2013. у Кијеву.